# 犹他州
犹他州（英語：State of Utah）是美国西部的一个州。於1896年1月4日成為美國第45個州。犹他州是美国面积第13大的州、人口排行第33和人口密度倒数第10名的州。犹他州行政區劃一共有29個郡。全州人口共约320万（2019年人口估算），約80%人口居住於首府盐湖城，主要由耶穌基督後期聖徒教會信眾的后代和歐洲移民的后裔组成，这对犹他州文化和日常生活有很大的影响。耶穌基督後期聖徒教會总部也设立在盐湖城。主要城市有盐湖城、奥格登和普若沃。
犹他州是美国西部交通、教育、信息技术和科研以及采矿业的中心州份，也是旅行家们主要的旅游地。据2013美国人口调查局的估计，犹他州是美国人口增长速度第二的州份。犹他州西南部城市圣乔治市区在2003年至2005年间，是美国发展速度最快地区。美国Gallup在2012年将犹他州评为“美国最适合居住的州份”。

## 词源
犹他州得名于当地原住民犹他人，意为群山之民。然而在犹他人自己的语言中并不存在“犹他”一词，他们自称努奇人。

## 歷史

### 哥伦布发现美洲大陆前
在距离欧洲探险家们来到美洲之前的几千年间，犹他州原住民为古代普韦布洛印第安人（即阿那萨吉人）和弗里蒙特部落。上述的这些美洲原始部落是优特-阿兹特克美洲土著民族的一个子族。阿拉萨吉人通过挖掘山脉得到石材来修建房屋，弗里蒙特部落则使用稻草。
另外一个美洲原始部落为纳瓦霍族，他们在犹他这个区域定居是在18世纪左右。在18世纪中期，包括犹特人部落、肖松尼人部落、派尤特人部落和高休特人部落也来到了此区域。

### 西班牙的美洲探险时期（1540年起）

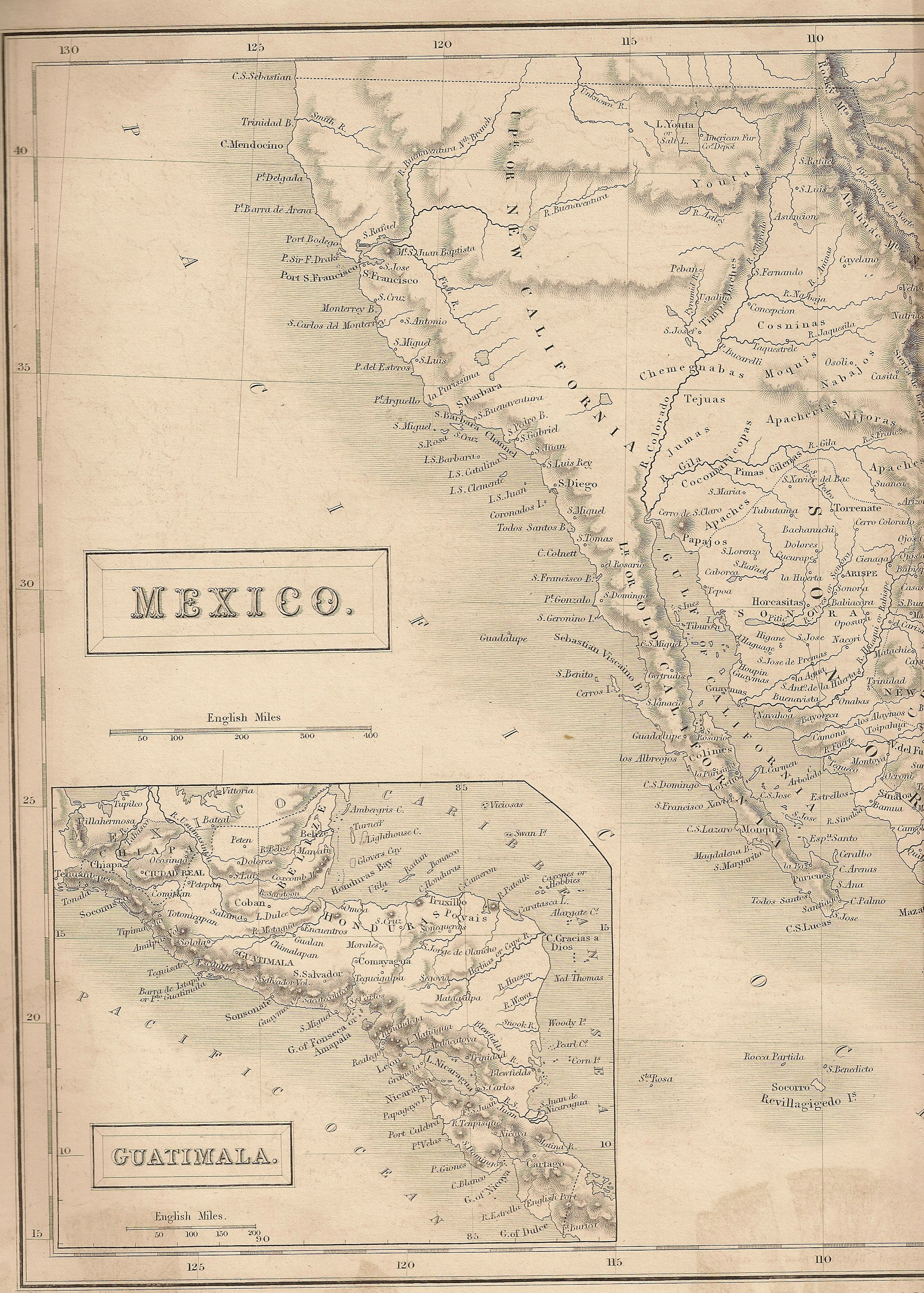
1838年的美国西部地图

来自西班牙的探险家弗朗西斯科·巴斯克斯·德·科罗纳多和他带领的团队们在1540年探寻传说中的Cíbola时，第一次来到了犹他州南部。随后一个由两个天主教神父领导的团队（多明格斯-埃斯卡兰特探险队）在1776年离开圣菲 (新墨西哥州)开始寻找一条前往加利福利亚湾的道路。路途中，他们来到了北至犹他湖的地区，并遇到了当地的印第安人。西班牙在该地区进行了进一步的探索，但是由于此地过于的荒凉，西班牙人并未将其作为殖民地。在1821年，墨西哥在其与西班牙的独立战争中胜利，犹他州（当时属于墨西哥的上加利福尼亚省的一部分）成为了墨西哥的领土。
猎人和皮草贸易商人们在19世纪早期对犹他州的城市命名也起到了不可忽视的作用。例如犹他州的城市普若佛是由在1825年来到此地的法裔加拿大人、皮草贸易商人Étienne Provost命名的。另一个城市奥格登是由来自加拿大的探险家、皮草贸易商人Peter Skene Ogden命名的。
在1824年晚期，拓荒家、探险家吉姆·柏瑞哲是来到犹他州的大盐湖的第一个白人。

### 耶稣基督后期圣徒教会（LDS）在犹他州拓荒时期（1847年起）

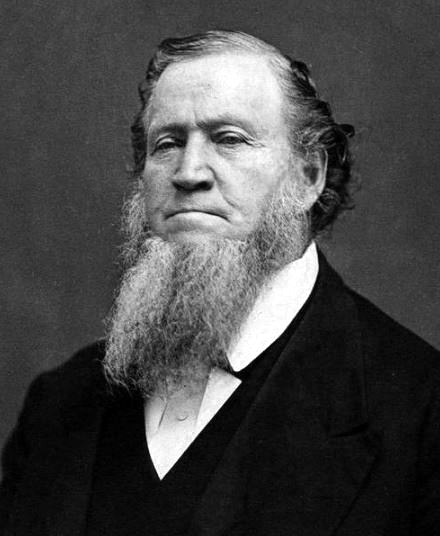
图为杨百翰，他带领了第一批摩门教拓荒者来到大盐湖。

1844年随着斯密约瑟之死，十二使徒会资深成员杨百翰在多数後期聖徒的支持下成为教会的第二任会长，并在纳府 (Nauvoo)成为后期圣徒运动的实际领导人。杨百翰为了解决聖徒们和他们的邻居之间日益增长的冲突矛盾，在1845年8月，他答应了当时伊利洛斯州的州长在接下来的一年带领他的教徒离开此地。
杨百翰和他的第一批耶穌基督後期聖徒拓荒者在1847年7月24日抵達了盐湖谷，并且建立了许多的根据地。在接下来的22年里，有超过七万多的拓荒者穿过大平原来到了犹他州。
在刚到犹他州的几年内，杨百翰和在盐湖城的上千名聚居者因恶劣的环境而挣扎求生。後期聖徒們则认为在如此荒凉的地方可以没有阻挠的进行他们的宗教活动。
在美国西部，许多拓荒者都以犹他州为起源地来建立他们的聚居地。盐湖聚居地城被後期聖徒们视为「遥远州份」（far-flung commonwealth）的中心。
面積為219,888平方公里，由洛磯山脈、科羅拉多高原和大鹽湖沙漠所盤據。1847年歐洲人開始殖民於此。1896年1月4日成為美國第45州，並廢除備受詬病的一夫多妻制。猶他州最早的稱號是「蜂巢州」（Beehive State），原因是這裡有許多狀似蜂巢的冰蝕地形，如今多指定為國家公園保護區。1943年，二戰期間，美國軍方在猶他州温多弗空军基地，訓練一批B-29型轟炸機飛行員，日後成為廣島原爆的執行者。

## 法律與政府
犹他州如同美国许多州一样，是三权分立：行政、立法和司法。
现任犹他州州长为斯賓塞·考克斯，州長任期为四年，副州长为 克莱德·米勒。自1985年以來猶他州一直由共和黨主政。
猶他州與夏威夷州是美國兩個立法禁止各種形式賭博的州。

## 人口
根據2000年的人口資料，猶他州有2,233,169人，2003年則有2,351,467人，增長了12萬人。
猶他州的人口多分布在前瓦沙奇周遭，也就是沿著瓦薩奇山脈（Wasatch Mountains）周邊以盐湖城为中心区域。在此區域外，幾乎都是荒野。
目前猶他州的種族比例可分為：
- 85.3%是白人（非拉美裔）
- 9.0% 拉美裔人
- 2.1%混合的種族
- 1.7%是亞裔美國人
- 1.3%是印地安原住民
- 0.8%非裔美國人（美国黑人比例最低的州[20]）

根據人口普查，在猶他州的居民祖先中，英國人（29%）最多，其次是德國人（11.9%）、本土化血統者（6.6%）、丹麥人（5.4%）、墨西哥人（6.1%）。
宗教上，猶他州是全美單一宗教所占比率最高的一州，人口信仰比例為：
- 70%－耶穌基督後期聖徒教會
- 12%－新教
- 6%－羅馬天主教
- 1%－其他宗教
- 9%－無信仰

猶他州人口的年齡和性別分布則是：
- 9.4%－5歲以下
- 32.2%－18歲以下
- 8.5%－65歲以上
- 49.9%－女性
- 50.1%－男性

## 重要城鎮
- 普若佛
- 鹽湖城
- 雪松城
- 奥格登
- 雷登
- 奥勒姆
- 圣乔治
- 帕克城

### 都会区
| 排名 | 都会区名稱            | 人口      |
| ---- | --------------------- | --------- |
| 1    | 盐湖城 MSA            | 1,222,540 |
| 2    | 奥格登-克利尔菲尔 MSA | 675,067   |
| 3    | 普若佛-奥勒姆 MSA     | 633,768   |
| 4    | 圣乔治 MSA            | 171,700   |
| 5    | 洛根 MSA (州内部分)   | 127,068   |
| 6    | 锡达城 μSA            | 52,775    |
| 7    | 萨米特帕克 μSA        | 41,933    |
| 8    | 韦纳尔 μSA            | 35,438    |
| 9    | 希伯 μSA              | 33,240    |
| 10   | 普赖斯 μSA            | 20,269    |

## 地理

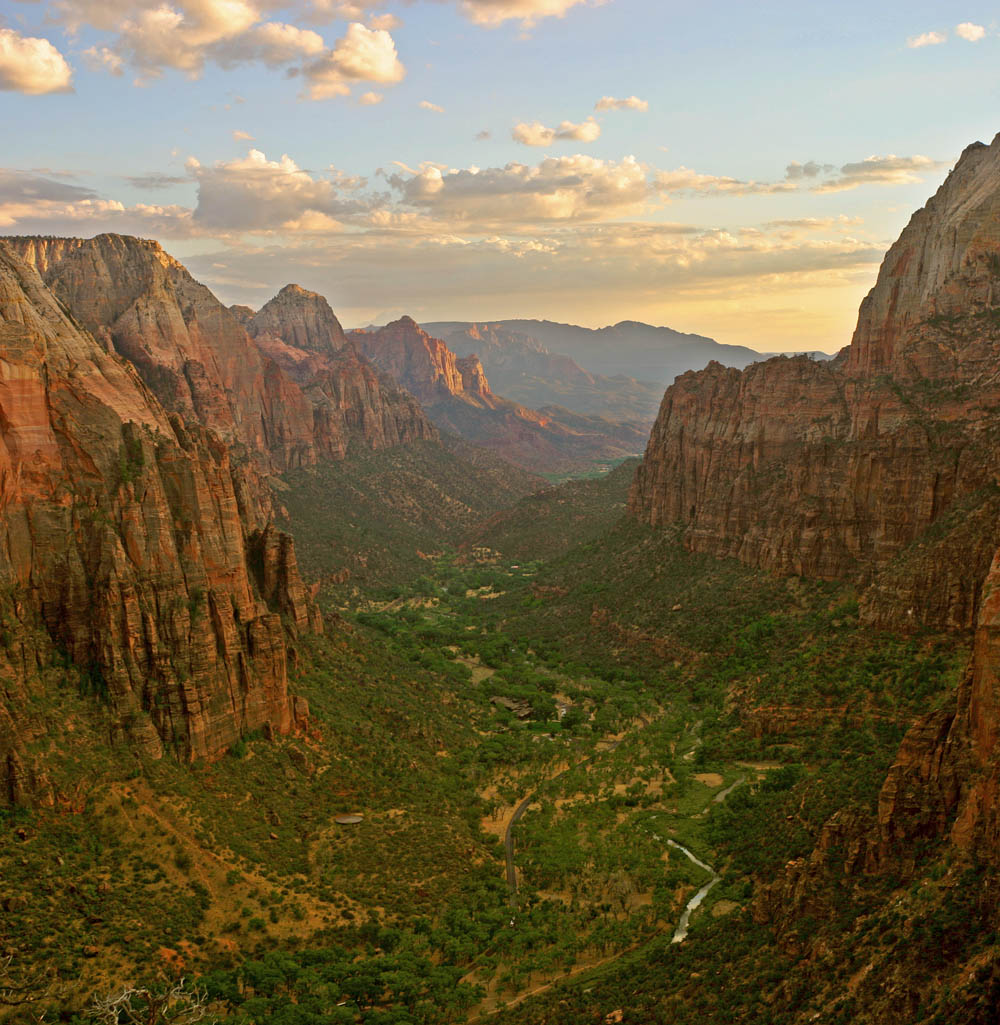
錫安國家公園

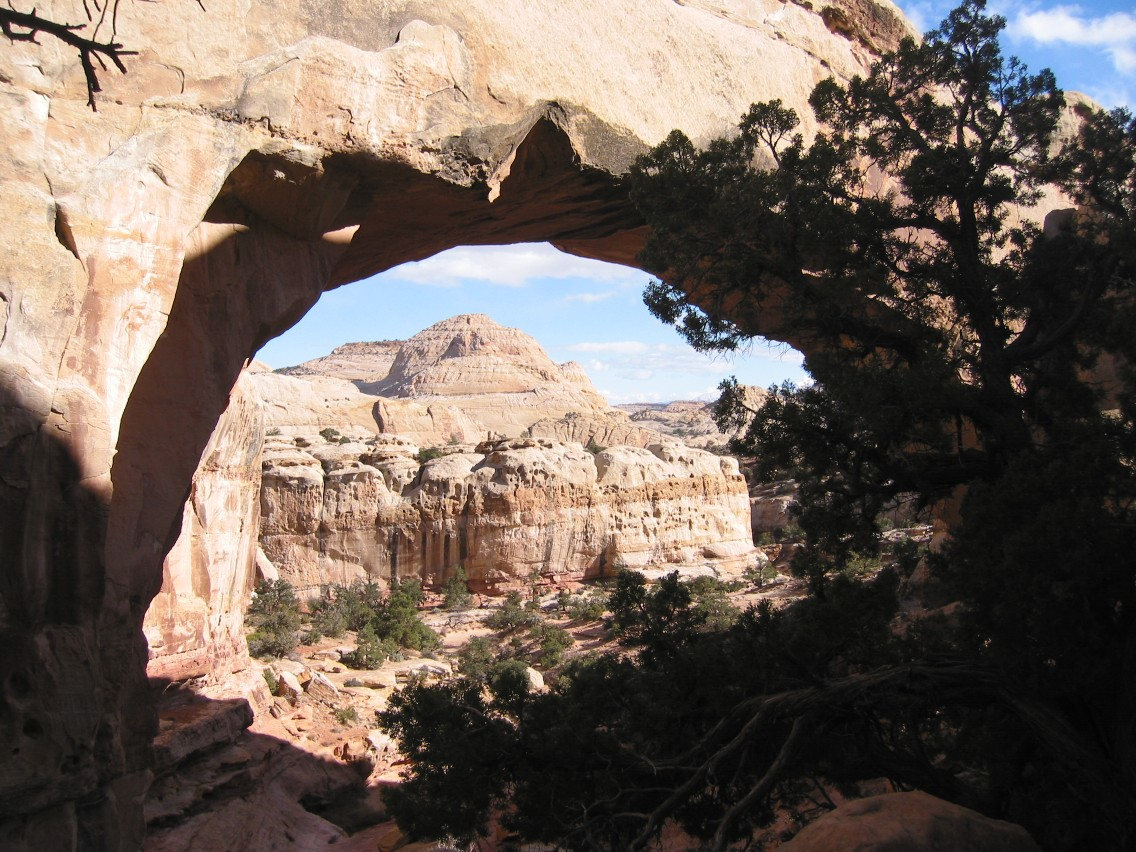
海克曼橋

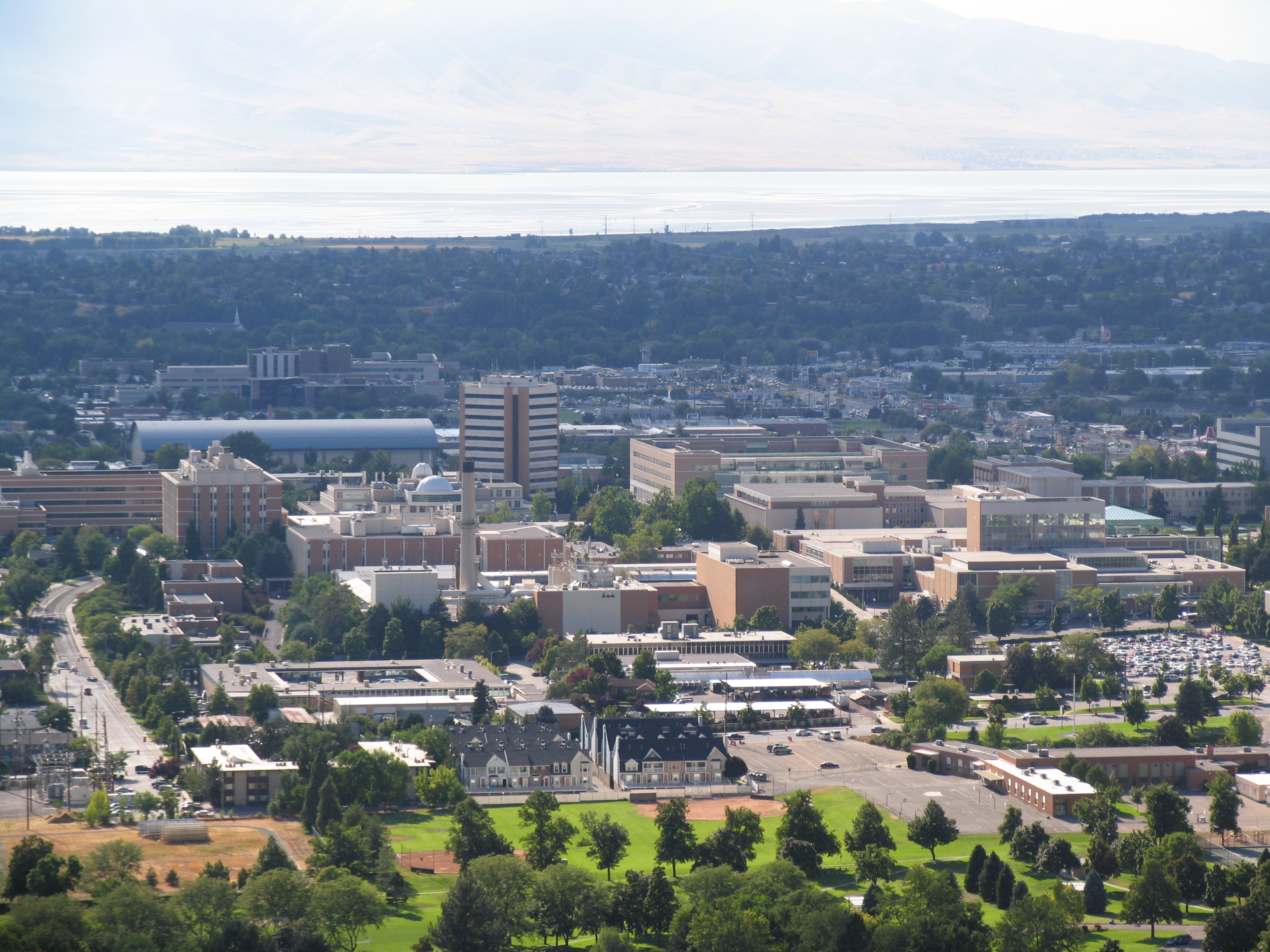
普若佛

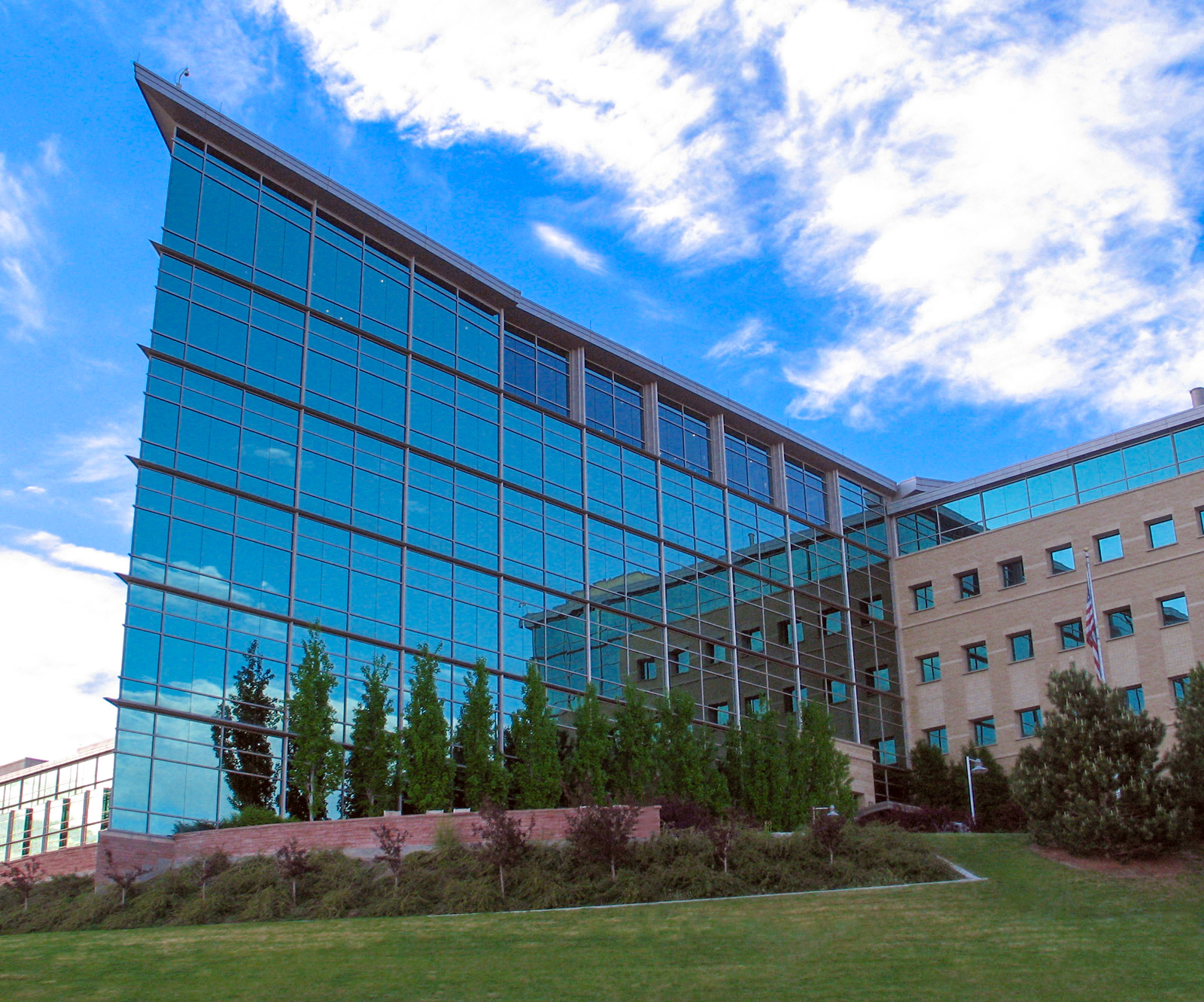
郝斯曼癌症療養中心

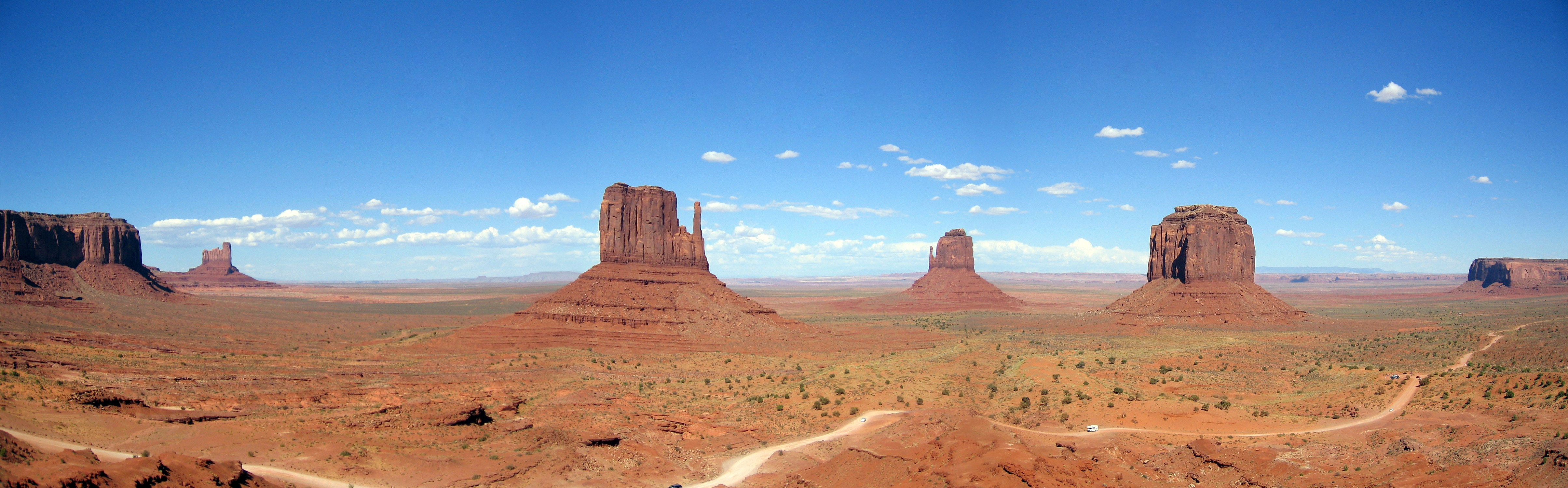
紀念碑谷

北猶他州气候温暖，人口相对密集。南猶他州气候炎热干燥，地质地貌特殊。因此是国家公园集中的地方。
著名的國家公園
- 拱門國家公園
- 布萊斯峽谷國家公園
- 錫安國家公園
- 圓頂礁國家公園
- 峽谷地國家公園

## 文化

### 教育
詳見猶他州學院和大學列表

## 重要體育團體

### 足球
- 美國足球大聯盟
  - 皇家盐湖城（Real Salt Lake）

### 美式足球
- NCAA
  - 楊百翰大學
  - 猶他大學
  - 猶他州立大學

### 棒球
- 小聯盟
  - 鹽湖城蜂刺（Salt Lake City Stingers，3A級太平洋岸聯盟，母隊：洛杉磯安那罕天使）
  - 奧格登暴龍（Ogden Raptors，新人級先鋒聯盟，母隊：洛杉磯道奇）
  - 歐仁姆貓頭鷹（Orem Owlz，新人級先鋒聯盟，母隊：洛杉磯安那罕天使）

### 籃球
- NBA
  - 猶他爵士
- NBDL
  - 猶他閃電（Utah Flash）
- NCAA
  - 楊百翰大學
  - 猶他大學
  - 猶他州立大學

### 滑雪
- 阿尔塔
- 布萊登（Brighton）
- 雪鳥（Snowbird）
- 帕克城

## 名人
- 楊百翰（1801－1877）：耶穌基督後期聖徒教會第二任會長，曾任猶他州州長
- 亨利·艾林（1901－1981）：理论化学家，在反应速率理论的研究影響深遠
- 辛克勒（Gordon B. Hinckley，1910-2008）：耶穌基督後期聖徒教會第15任會長
- 父子檔Robert W. Gore（子，1937－）、Bill Gore（父，1919－1986）：防水物料Gore-Tex的發明者
- 戴夫‧渥佛頓（Dave Wolverton，1957－）：科幻小說作家
- 約翰·白朗寧   (John Browning  ,1855 -1926）:美國著名武器設計師

## 交通

### 重要機場
- 鹽湖城國際機場（SLC）─達美航空轉運中心

### 重要州际高速公路
- I-15（贯穿该州的南北）
- I-70
- I-80（贯穿该州的东西）
- I-84（西段）

## 外部連結
- 猶他州政府網頁 （页面存档备份，存于）（英文）